# Андруш, Йожеф
Йо́жеф А́ндруш (венг. Andrusch József; род. 31 марта 1956, Будапешт) — венгерский футболист, вратарь.
Входил в состав сборной Венгрии на финальном турнире чемпионата мира 1986 года.

## Карьера

### Клубная
Воспитанник будапештского футбола, с 14 лет играл в юношеской команде «Уйпешт-Дожи». В 1974 году перешёл в команду мастеров «Порцелан» из Ходмезёвашархея, выступавшей в третьей лиге. В следующем году вернулся в Будапешт, перейдя в «Фёшпед-саллиток», в 1976 году эта команда сменила название на «Волан»; где выступал до 1980 года.
После двух лет в команде «Дорог», с которой в сезоне-1981/82 занял третье место в турнире второй лиги, стал игроком «Гонведа». Дебютировал в первой лиге в составе «Гонведа» 24 октября 1982 года в игре с «Вашашем», закончившейся со счётом 3:1 в пользу «Гонведа». В первом сезоне-1982/83 занял с командой третье место и дошёл до финала Кубка, а затем три года подряд выигрывал чемпионат. В сезоне-1984/85 выигрывал и чемпионат, и Кубок Венгрии. Завершил карьеру в «Вашаше» в 1990 году.
Всего в первой лиге чемпионата Венгрии сыграл 203 матча. В еврокубках — 11 матчей.

### В сборной
Провёл за сборную Венгрии 5 матчей. Дебютировал в национальной команде 25 августа 1984 года в Будапеште в товарищеском матче против сборной Мексики (0:2). Сыграл 3 матча в отборочном турнире чемпионата мира 1986 года, включая гостевую победу над сборной Нидерландов в Роттердаме 17 октября 1984 года (2:1). Последний матч за сборную провёл в Дохе 2 февраля 1986 года против сборной Катара, венгры выиграли 3:0. Андруш заменил Петера Дистля на 71-й минуте.
Входил в заявку сборной Венгрии на чемпионате мира 1986 года, но на поле не выходил.

## Достижения
- Чемпион Венгрии (3): 1983/84, 1984/85, 1985/86
- Бронзовый призёр чемпионата Венгрии: 1982/83
- Бронзовый призёр второй лиги Венгрии: 1981/82
- Обладатель Кубка Венгрии: 1984/85
- Финалист Кубка Венгрии: 1982/83